# We Want Moore!

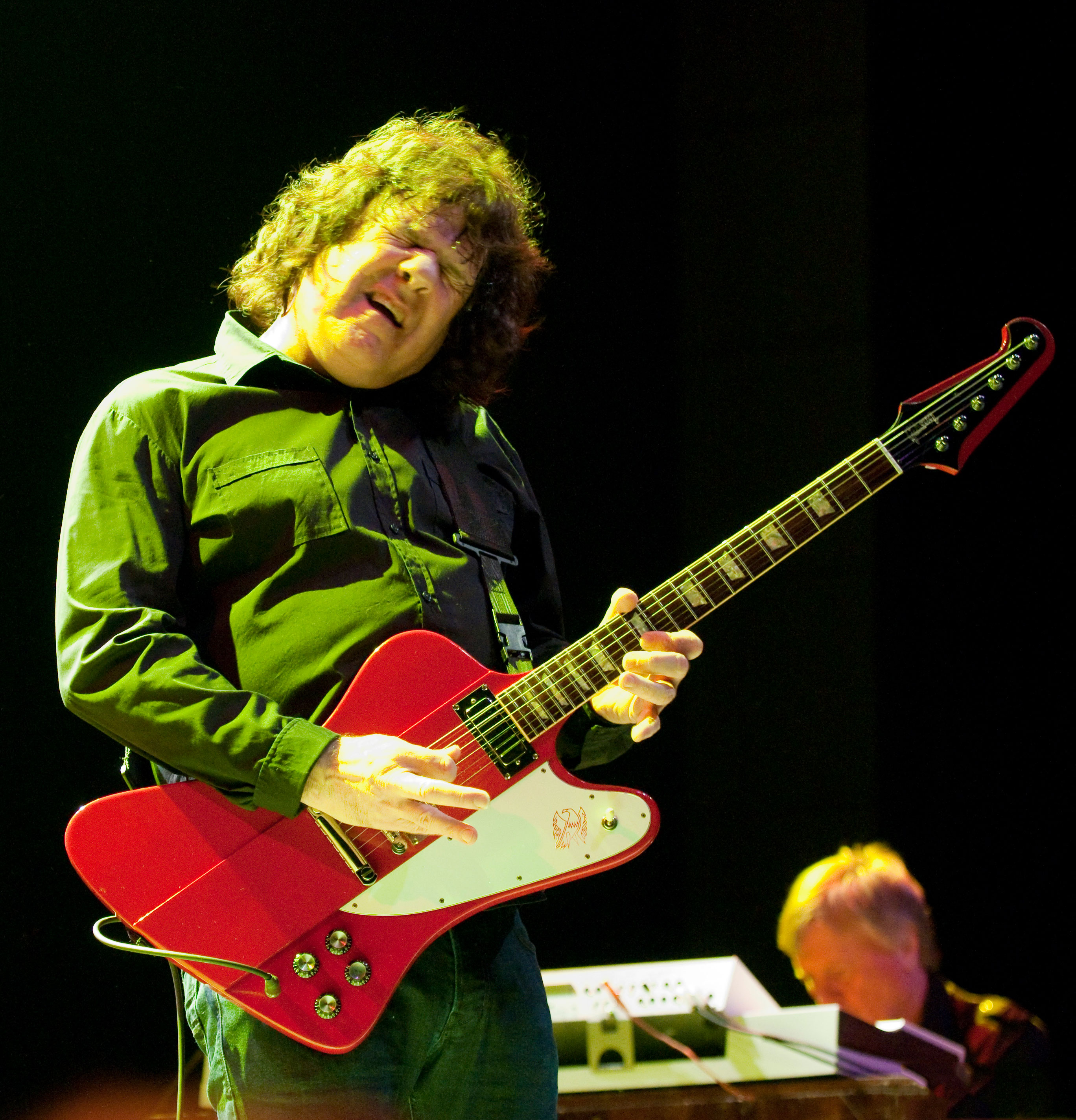
Gary Moore (2005)

We Want Moore! ist ein Livealbum von Gary Moore aus dem Jahr 1984.

## Rezeption
Eduardo Rivadavia schrieb bei AllMusic:
"Dieses Album ist eine atemberaubende Angelegenheit für jeden, der glaubt, dass Eddie Van Halen das ultimative Gitarren-Shredding-Erlebnis ist. Gary Moores klassisches Live-Album We Want Moore! ist so gut, wie es nur sein kann. Hauptsächlich aus den beiden vorherigen Studioalben des irischen Gitarristen stammend, wird jedes Stück durch Moores ausgedehnte Soli aufgewertet, allen voran das fast neun-minütige "Shapes of Things" von The Yardbirds."

## Titel
| Nr. | Titel                   | Komponist                                   | Aufgenommen                                              | Länge |
| --- | ----------------------- | ------------------------------------------- | -------------------------------------------------------- | ----- |
| 1   | "Murder in the Skies"   | Moore, Neil Carter                          | Harpos Concert Theatre, Detroit, Michigan, 23. Juni 1984 | 5:32  |
| 2   | "Shapes of Things"      | Paul Samwell-Smith, Keith Relf, Jim McCarty | Harpos Concert Theatre, Detroit, Michigan, 23. Juni 1984 | 8:16  |
| 3   | "Victims of the Future" | Moore, Carter, Ian Paice, Neil Murray       | Harpos Concert Theatre, Detroit, Michigan, 23. Juni 1984 | 8:28  |

| Nr. | Titel                                                      | Komponist | Aufgenommen                                     | Länge |
| --- | ---------------------------------------------------------- | --------- | ----------------------------------------------- | ----- |
| 4   | "Cold Hearted" (includes intro solo to "End of the World") | Moore     | Tokyo Budokan, Japan, 29. Februar 1984          | 10:37 |
| 5   | "End of the World"                                         | Moore     | The Apollo, Glasgow, Scotland, 14. Februar 1984 | 4:33  |
| 6   | "Back on the Streets"                                      | Moore     | The Apollo, Glasgow, Scotland, 14. Februar 1984 | 5:27  |

| Nr. | Titel         | Komponist              | Aufgenommen                                     | Länge |
| --- | ------------- | ---------------------- | ----------------------------------------------- | ----- |
| 7   | "So Far Away" | Mo Foster, Ray Russell | The Apollo, Glasgow, Scotland, 14. Februar 1984 | 2:41  |
| 8   | "Empty Rooms" | Moore, Carter          | The Apollo, Glasgow, Scotland, 14. Februar 1984 | 8:28  |

| Nr. | Titel                       | Komponist           | Aufgenommen                                              | Länge |
| --- | --------------------------- | ------------------- | -------------------------------------------------------- | ----- |
| 9   | "Don’t Take Me for a Loser" | Moore               | Harpos Concert Theatre, Detroit, Michigan, 23. Juni 1984 | 5:49  |
| 10  | "Rockin’ and Rollin’"       | Moore, Mark Nauseef | Hammersmith Odeon, 11. Februar 1984                      | 6:38  |

## Besetzung
- Gary Moore – Leadgesang, Leadgitarre, Hintergrundgesang auf Nr. 2, Produzent
- Neil Carter – Keyboards, Rhythmusgitarre, Hintergrundgesang, Leadgesang auf Nr. 2
- Craig Gruber – Bass, Hintergrundgesang
- Ian Paice – Schlagzeug und Percussion auf Nr. 4–8, 10
- Bobby Chouinard – Schlagzeug auf Nr. 1–3, 9
- Paul Thompson – Schlagzeug auf Nr. 11
- Jimmy Nail – Hintergrundgesang bei Nr. 10